# Botuporã
Botuporã is een gemeente in de Braziliaanse deelstaat Bahia. De gemeente telt 11.026 inwoners (schatting 2009).